# Thoristella crassicosta
Thoristella crassicosta es una especie de molusco gasterópodo de la familia Trochidae. 

## Distribución geográfica
Se encuentra en las islas Three Kings de Nueva  Zelanda.